# Santi XII Apostoli

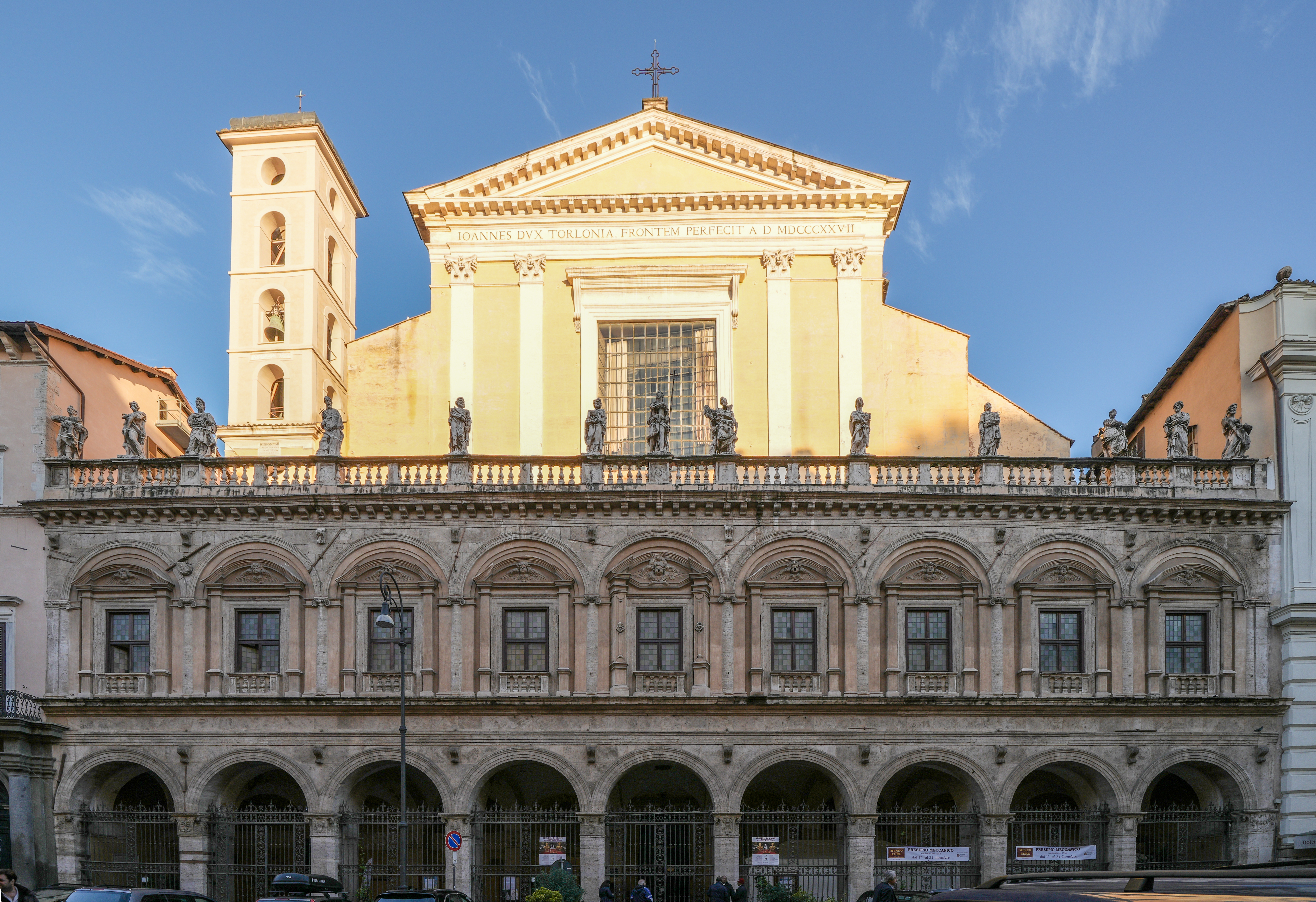
Façade van de Santi XII Apostoli

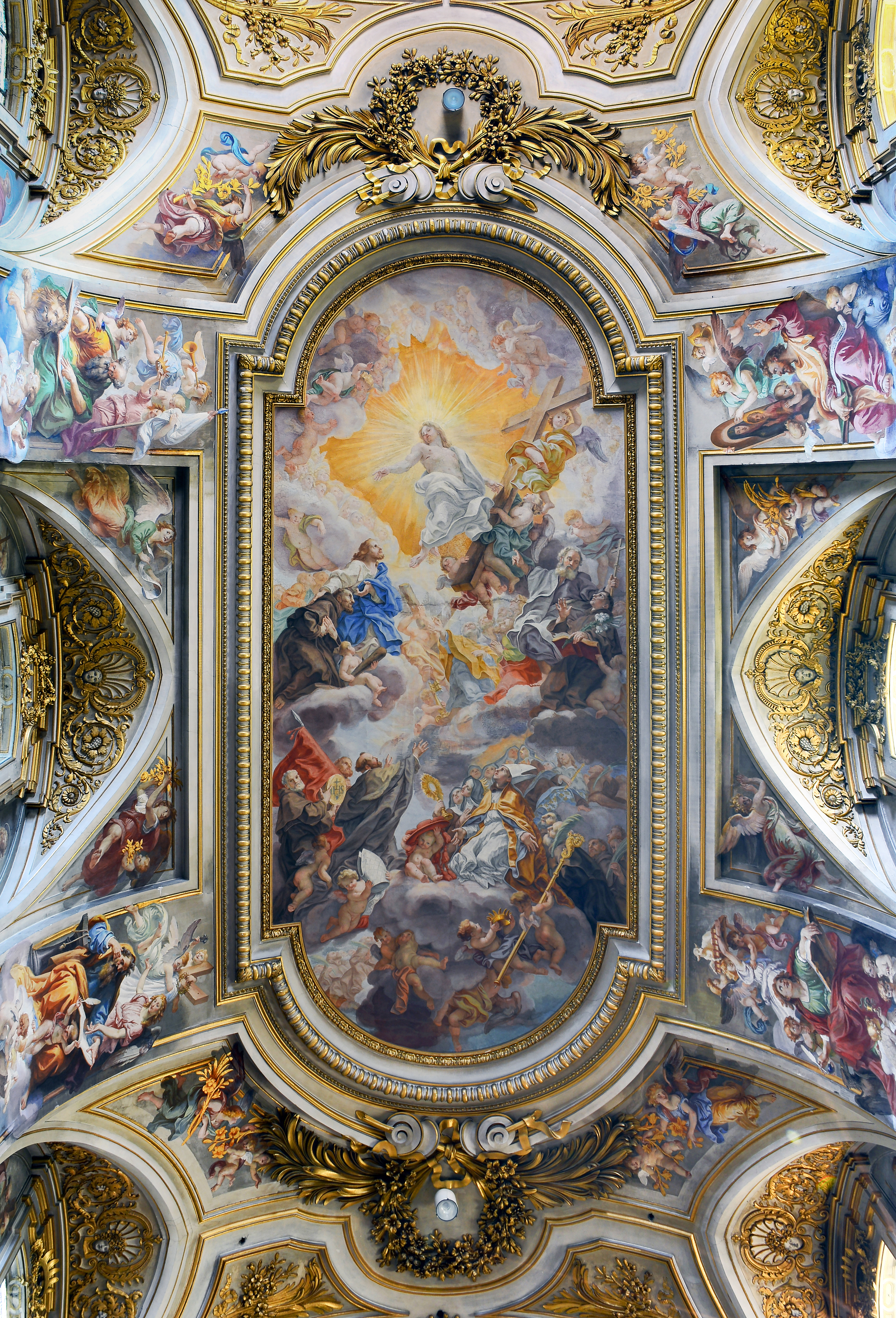
Triomf van de Orde der Franciscanen, Plafond Santi XII Apostoli

De Santi XII Apostoli (Italiaans: Basilica dei Santi XII Apostoli) is een basiliek in Rome, aanvankelijk gewijd aan apostelen Jakobus (zoon van Alfeüs) en Filippus (van wie de relieken in deze kerk worden bewaard) en tegenwoordig aan alle twaalf apostelen, aan het Piazza Santi Apostoli in de rione Trevi.
De kerk werd gesticht door de Zwarte Franciscanen en is ook tegenwoordig nog onder het beheer van deze orde, waarvan het Romeinse hoofdkwartier zich naast de basiliek bevindt. De meest oorspronkelijke kerk op deze plaats werd gebouwd door paus Pelagius I als dank voor de verdrijving van de Goten uit Rome. De kerk werd in 1384 door een aardbeving verwoest. In 1417 werd de kerk op last van paus Martinus V, die het naastgelegen Palazzo Colonna bezat, herbouwd. De Florentijner architect Baccio Pontelli tekende voor de bouw. De kerk werd voorzien van fresco's van Melozzo da Forlì, die bij een latere restauratie werden verwijderd om te worden overgebracht naar de Vaticaanse Musea.
In de kerk verbleef enige tijd de tombe van Michelangelo alvorens deze werd overgebracht naar de Santa Croce in Florence. In de basiliek is ook het hart begraven van Maria Clementina Sobieska, de echtgenote van Jacobus Frans Eduard Stuart, de Old Pretender.
Aan het begin van de achttiende eeuw vond op last van paus Clemens XI een grondige renovatie van de kerk plaats, die het interieur van de kerk een barok aanzien gaf. De renovatie volgde het ontwerp van Carlo Fontana. Het plafond kreeg een schildering, getiteld, De Triomf van de Franciscaner Orde, vervaardigd door Il Baciccia. De huidige façade van de kerk dateert uit de vroege negentiende eeuw.

## Titelkerk
De kerk is al sinds de zesde eeuw een titelkerk. Houders van de Titel Santi XII Apostoli waren onder andere: Hendrik Benedictus Stuart, Giovanni Vincenzo Antonio Ganganelli, de latere paus Clemens XIV die ook in deze kerk begraven ligt, Pietro La Fontaine, Giorgio Corner, Erba-Odescalchi, Agostino Casaroli en Giovanni Battista Re. De huidige kardinaal-priester van de XII Apostoli is Angelo Scola.
| Heilige Stoel                            | Heilige Stoel | Heilige Stoel | Heilige Stoel |
| ---------------------------------------- | ------------- | --- | --- |
| Territoria in bezit van de Heilige Stoel |               | | |
| Eigendommen                              | In Rome       | Basilica major | Sint-Pietersbasiliek · Sint-Jan van Lateranen · Basiliek van Santa Maria Maggiore · Sint-Paulus buiten de Muren |
| Eigendommen                              | In Rome       | Lateraans Paleis (Pauselijke Lateraanse Universiteit · Heilige Trap) · Paleis van Sint-Callixtus · Janiculum (Pauselijke Urbaniana Universiteit · Pontificio collegio americano del Nord · Ospedale Pediatrico Bambino Gesù)· Propaganda Fide-paleis · Sant'Offizio · Paleis van de Congregatie van de Oriëntaalse Kerk · Vicariato-paleis · Gregoriaanse Universiteiten · Pauselijk Bijbelinstituut · | |
| Eigendommen                              | In Rome       | Extraterritoriaal | Paleis van de 12 Heilige Apostelen · San Carlo ai Catinari · Archeologisch Instituut · Collegio Bellarmino · Oriëntaals Instituut · Lombardisch College · Russisch College · Sant'Apollinare alle Terme Neroniane-Alessandrine · De vertrekken onder de Santi Giovanni e Paolo (Rome) |
| Eigendommen                              | Buiten Rome   | Castel Gandolfo · Zomergebouw van het Pontificio Collegio Urbano de Propaganda Fide · De antenne van Radio Vaticaan in Santa Maria di Galeria | Castel Gandolfo · Zomergebouw van het Pontificio Collegio Urbano de Propaganda Fide · De antenne van Radio Vaticaan in Santa Maria di Galeria |
| Eigendommen                              | Buiten Rome   | Extraterritoriaal | Basiliek van het Heilige Huis - Sint-Franciscusbasiliek (Assisi) - Basilica di Sant'Antonio |

Sant'Agnese fuori le mura · 
Sant'Agnese in Agone · 
Sant'Agostino · 
Sant'Alberto Magno · 
Basilica di Santa Anastasia · 
Sant'Andrea al Quirinale · 
Sant'Andrea delle Fratte · 
Sant'Andrea della Valle · 
Sant'Andrea in Via Flaminia · 
Sant'Angela Merici · 
Santi Angeli Custodi a Città Giardino · 
Sant'Anselmo all'Aventino · 
Sant'Antonio da Padova all'Esquilino · 
Sant'Antonio da Padova in Via Tuscolana · 
Sant’Antonio di Padova a Circonvallazione Appia · 
Sant'Antonio in Campo Marzio · 
Sant'Apollinare alle Terme Neroniane-Alessandrine · 
Sant'Atanasio · 
Sant'Atanasio a Via Tiburtina · 
Santi Aquila e Priscilla · 
Santa Balbina · 
San Bernardo alle Terme · 
Santi Bonifacio e Alessio · 
San Callisto · 
San Camillo de Lellis · 
San Carlo ai Catinari · 
San Carlo al Corso · 
Basiliek van Santa Cecilia in Trastevere · 
San Cesareo in Palatio · 
Santa Chiara a Vigna Clara · 
San Clemente · 
San Corbiniano · 
Santi Cosma e Damiano in Via Sacra · 
San Crisogono · 
Santa Croce in Gerusalemme · 
Santa Croce in Via Flaminia · 
Sacro Cuore di Cristo Re · 
Sacro Cuore di Gesù · 
Sacro Cuore di Gesù agonizzante a Vitinia · 
Dio Padre Misericordioso · 
Santi XII Apostoli · 
San Domenico di Guzman · 
Santi Domenico e Sisto · 
Sant'Elena fuori Porta Prenestina · 
Sant'Eligio dei Ferrari · 
Sant'Emerenziana a Tor Fiorenza · 
Sant'Eugenio · 
Sant'Eusebio · 
Santi Fabiano e Venanzio a Villa Fiorelli · 
San Felice da Cantalice a Centocelle · 
Santa Francesca Romana · 
San Francesco a Ripa · 
San Francesco di Paola ai Monti · 
Friezenkerk · 
San Frumenzio ai Prati Fiscali · 
Il Gesù · 
Gesù Divino Lavoratore · 
San Giacomo in Augusta · 
San Gioacchino ai Prati di Castello · 
Santi Gioacchino e Anna al Tuscolano · 
San Giovanni a Porta Latina · 
San Giovanni Bosco in via Tuscolana · 
San Giovanni Crisostomo a Monte Sacro Alto · 
San Giovanni dei Fiorentini · 
Santi Giovanni e Paolo · 
Santi Giovanni Evangelista e Petronio · 
San Giovanni Maria Vianney · 
San Girolamo dei Croati · 
San Giuliano Martire · 
San Giustino · 
Gran Madre di Dio · 
San Gregorio Magno al Celio · 
San Gregorio Magno alla Magliana Nuova · 
San Gregorio VII · 
Sant'Ignazio · 
Sint-Jan van Lateranen · 
Sint-Juliaan-der-Vlamingen · 
San Leonardo da Porto Maurizio · 
San Leone I · 
San Liborio · 
San Lorenzo in Damaso ·  
San Lorenzo in Lucina · 
San Lorenzo in Panisperna · 
San Luca a Via Prenestina · 
San Luigi dei Francesi · 
Santuario della Madonna del Divino Amore · 
Madonna dell'Archetto - 
Santi Marcellino e Pietro · 
San Marcello al Corso · 
San Marco · 
Santa Maria ai Monti · 
Santa Maria Ausiliatrice in Via Tuscolana · 
Santa Maria Consolatrice al Tiburtino · 
Santa Maria degli Angeli e dei Martiri · 
Santa Maria dei Miracoli en Santa Maria in Montesanto · 
Santa Maria dell'Anima · 
Santa Maria della Pace · 
Santa Maria della Salute a Primavalle · 
Santa Maria della Scala · 
Santa Maria della Vittoria · 
Santa Maria delle Grazie a Via Trionfale · 
Santa Maria del Popolo · 
Santa Maria del Suffragio · 
Santa Maria di Monserrato · 
Santa Maria Domenica Mazzarello · 
Santa Maria Goretti · 
Santa Maria Immacolata a Grottarossa · 
Santa Maria in Aquiro · 
Santa Maria in Aracoeli · 
Santa Maria in Campitelli · 
Santa Maria in Cappella · 
Santa Maria in Domnica · 
Santa Maria in Transpontina · 
Santa Maria in Trastevere · 
Santa Maria in Trivio · 
Santa Maria in Vallicella · 
Santa Maria in Via · 
Santa Maria in Via Lata · 
Santa Maria Liberatrice a Monte Testaccio · 
Santa Maria Madre della Providenza a Monte Verde · 
Santa Maria Madre del Redentore a Tor Bella Monaca · 
Basiliek van Santa Maria Maggiore · 
Santa Maria Regina degli Apostoli alla Montagnola · 
Santa Maria Regina Mundi a Torre Spaccata · 
Santa Maria sopra Minerva · 
Santa Beata Maria Vergine Addolorata a piazza Buenos Aires · 
San Martino ai Monti · 
Natività di Nostro Signore Gesù Cristo a Via Gallia · 
Santi Nereo e Achilleo · 
San Nicola in Carcere · 
Santissimo Nome di Maria al Foro Traiano · 
Nostra Signora del Sacro Cuore · 
Ognissanti in Via Appia Nuova · 
Sant'Onofrio · 
Sint-Pancratiusbasiliek · 
Pantheon (Rome) · 
San Patrizio ·
Sint-Anna in Lateranen ·
Sint-Paulus buiten de Muren · 
Sint-Pietersbasiliek · 
Santi Pietro e Paolo a Via Ostiense · 
San Pietro in Montorio · 
San Pietro in Vincoli · 
Santa Prassede · 
Preziosissimo Sangue di Nostro Signore Gesù Cristo · 
Santa Prisca · 
Santa Pudenziana · 
Santi Quattro Coronati · 
Santi Quirico e Giulitta · 
Santissimo Redentore e Sant'Alfonso in Via Merulana · 
Santa Sabina · 
San Salvatore in Lauro · 
Sint-Sebastiaan buiten de Muren · 
San Silvestro in Capite · 
Santi Simone e Giuda Taddeo a Torre Angela · 
Sixtijnse Kapel · 
Santa Sofia a Via Boccea · 
Santa Susanna · 
Tempietto van San Pietro in Montorio · 
Santa Teresa al Corso d’Italia · 
Trinità dei Monti · 
Sant’Ugo · 
Beata Vergine Maria del Monte Carmelo a Mostacciano · 
Basilica di San Vitale